# كأس رئيس الاتحاد الآسيوي 2011
كانت كأس رئيس الاتحاد الآسيوي 2011 هي الطبعة السابعة من كأس رئيس الاتحاد الآسيوي، مسابقة كرة القدم التي نظمها الاتحاد الآسيوي لكرة القدم من أجل النوادي من «البلدان الناشئة» في آسيا.
وتنافست فرق من 12 رابطة من الرابطات الأعضاء. وفي مرحلة التأهيل، قُسمت الفرق الـ 12 إلى ثلاث مجموعات تتألف كل منها من أربعة فرق، على أن يكون كل من الفريقين الأولين من كل مجموعة مؤهلا للعب بالدور النهائي المكون من ستة فرق في مكان مركزي. وفي المرحلة الأخيرة، قُسمت الفرق الستة المؤهلة إلى مجموعتين تتألف كل منهما من ثلاثة فرق. وقد اجتمع الفائزون من كل مجموعة في المباراة النهائية للحصول على اللقب.
وقد أصبح نادي شركة طاقة تايوان أول فريق من تايوان يفوز بكأس رئيس الاتحاد الآسيوي لكرة القدم بفوزه على بنوم بنه كراون من كمبوديا 3–2 في النهائي.

## الفرق المؤهلة
بدأت أندية فلسطين في اللعب في كأس رئيس الاتحاد الآسيوي اعتبارا من عام 2011 فصاعدا.
| الرابطة        | فريق             | طريقة التأهيل                                      | الحضور | آخر حضور |
| -------------- | ---------------- | -------------------------------------------------- | ------ | -------- |
| بنغلاديش       | أبهاني ليميتد    | بطل دوري بنغلاديش 2009–10                          | الرابع | 2010     |
| بوتان          | ييدزين           | بطل الدرجة أ البوتانية 2010                        | الثاني | 2009     |
| كمبوديا        | بنوم بنه كراون   | بطل الدوري الكمبودي 2010                           | الثالث | 2009     |
| تايبيه الصينية | شركة طاقة تايوان | بطل دوري كرة القدم بين المدن 2010                  | الرابع | 2009     |
| قيرغيزستان     | نفتجي كوجكور-أتا | بطل دوري قيرغيزستان 2010                           | الأول  | لا يوجد  |
| ميانمار        | ياداناربون       | بطل دوري ميانمار الوطني 2010                       | الثاني | 2010     |
| نيبال          | نادي شرطة نيبال  | بطل دوري الشهداء التذكاري للدرجة أ 2010            | الرابع | 2009     |
| باكستان        | وابدا            | بطل دوري باكستان الممتاز 2010                      | الرابع | 2009     |
| فلسطين         | جبل المكبر       | بطل الدوري الفلسطيني الممتاز للضفة الغربية 2009–10 | الأول  | لا يوجد  |
| سريلانكا       | دون بوسكو        | بطل دوري سريلانكا الممتاز لكرة القدم 2010–11       | الأول  | لا يوجد  |
| طاجيكستان      | استقلال          | بطل الدوري الطاجيكي 2010                           | الأول  | لا يوجد  |
| تركمانستان     | بلخان            | بطل دوري تركمانستان 2010                           | الأول  | لا يوجد  |

## مرحلة المجموعات
القرعة الخاصة بمرحلة المجموعات عقدت في 14 مارس 2011، الساعة 15:00 بالتوقيت العالمي المنسق+08:00، في دار الاتحاد الآسيوي لكرة القدم، كوالالمبور. وقُسمت الفرق الـ12 إلى ثلاث مجموعات من أربعة فرق لكل منها. وكان من المقرر أن تقام مباريات المجموعات في الفترة من 13 إلى 31 مايو 2011؛ ومع ذلك، فقد لعبت مباريات المجموعة الثالثة في الفترة من 20 إلى 24 أبريل 2011.
وقد لعبت جميع المجموعات في شكل واحد ذهابا وإيابا في مكان مركزي. وتأهل الفريقان الأفضل من كل مجموعة للمرحلة النهائية. يتم ترتيب الأندية وفقا للنقاط وقواعد الترجيح هي بالترتيب التالي:

كسر التعادل
1. عدد أكبر من النقاط التي تم الحصول عليها في المجموعة من الفرق بين الفرق المعنية؛
2. فارق الأهداف الناتج عن مباريات المجموعة بين الفرق المعنية؛
3. تسجيل عدد أكبر من الأهداف في مباريات المجموعة بين الفرق المعنية؛
4. فارق الاهداف في كل مباريات المجموعة؛
5. تسجيل عدد أكبر من الأهداف في جميع مباريات المجموعة؛
6. ركلات من علامة الجزاء إذا كان الأمر يتعلق بفريقين فقط، وهما موجودان في مجال اللعب؛
7. عدد أقل من الدرجات المحسوبة وفقا لعدد البطاقات الصفراء والبطاقات الحمراء الواردة في المجموعة؛ (نقطة واحدة لكل بطاقة صفراء، و3 نقاط لكل بطاقة حمراء نتيجة لبطاقتين صفراء، و3 نقاط لكل بطاقة حمراء مباشرة، و4 نقاط لكل بطاقة صفراء يتبعها بطاقة حمراء مباشرة)
8. سحب القرعة.

### المجموعة الأولى
- جرت جميع المباريات في كمبوديا.
- جميع الأوقات هي بتوقيت كمبوديا القياسي – توقيت عالمي منسق+07:00

| م | الفريق           | لعب | ف | ت | خ | أ.له | أ.ع | أ.ف | نقاط | التأهل           |
| - | ---------------- | --- | - | - | - | ---- | --- | --- | ---- | ---------------- |
| 1 | نفتجي كوجكور-أتا | 3   | 3 | 0 | 0 | 5    | 0   | +5  | 9    | المرحلة النهائية |
| 2 | بنوم بن كراون    | 3   | 2 | 0 | 1 | 4    | 1   | +3  | 6    | المرحلة النهائية |
| 3 | أبهاني ليميتد    | 3   | 1 | 0 | 2 | 4    | 4   | 0   | 3    |                  |
| 4 | دون بوسكو        | 3   | 0 | 0 | 3 | 1    | 9   | −8  | 0    |                  |

| نفتجي كوجكور-أتا               | 2–0 | أبهاني ليميتد |
| ------------------------------ | --- | ------------- |
| - أبدجينيازوف 10' - بافلوف 33' |     |               |

| بنوم بنه كراون                               | 3–0 | دون بوسكو |
| -------------------------------------------- | --- | --------- |
| - نجوكو 25' - كوتش سوكومبهيك 66' - تشايا 67' |     |           |

| دون بوسكو | 0–2 | نفتجي كوجكور-أتا           |
| --------- | --- | -------------------------- |
|           |     | - بافلوف 24' - بلدينوف 65' |

| أبهاني ليميتد | 0–1 | بنوم بنه كراون |
| ------------- | --- | -------------- |
|               |     | - تشايا 80'    |

| أبهاني ليميتد                             | 4–1 | دون بوسكو        |
| ----------------------------------------- | --- | ---------------- |
| - روني 17' - إبراهيم 51'، 61'، 81' (ركل.) |     | - أراتشيلاغي 15' |

| بنوم بنه كراون | 0–1 | نفتجي كوجكور-أتا  |
| -------------- | --- | ----------------- |
|                |     | - أبدجينيازوف 79' |

### المجموعة الثانية
- جرت جميع المباريات في ميانمار.
- جميع الأوقات هي بتوقيت ميانمار القياسي – توقيت عالمي منسق+06:30

| م | الفريق     | لعب | ف | ت | خ | أ.له | أ.ع | أ.ف | نقاط | التأهل           |
| - | ---------- | --- | - | - | - | ---- | --- | --- | ---- | ---------------- |
| 1 | استقلال    | 3   | 2 | 1 | 0 | 11   | 1   | +10 | 7    | المرحلة النهائية |
| 2 | ياداناربون | 3   | 2 | 1 | 0 | 11   | 4   | +7  | 7    | المرحلة النهائية |
| 3 | جبل المكبر | 3   | 1 | 0 | 2 | 10   | 6   | +4  | 3    |                  |
| 4 | ييدزين     | 3   | 0 | 0 | 3 | 0    | 21  | −21 | 0    |                  |

| ياداناربون                                              | 6–0 | ييدزين |
| ------------------------------------------------------- | --- | ------ |
| - يان باينغ 4'، 50' - باي سوي 11'، 15'، 36' - كونيه 40' |     |        |

| استقلال                         | 2–0 | جبل المكبر |
| ------------------------------- | --- | ---------- |
| - فتح الله يف 58' - رابيموف 89' |     |            |

| ييدزين | 0–8 | استقلال                                                                         |
| ------ | --- | ------------------------------------------------------------------------------- |
|        |     | - فتح الله يف 16'، 30' - فاسييف 24' - طاهروف 56'، 63'، 70'، 76' - سابوروف 90+2' |

| جبل المكبر                               | 3–4 | ياداناربون                                              |
| ---------------------------------------- | --- | ------------------------------------------------------- |
| - مراعبة 8' - أ. عويسات 27' - العمور 39' |     | - حسن 41' (ه.ذ.) - يان باينغ 45+3'، 58' - باي سوي 90+4' |

| ياداناربون               | 1–1 | استقلال        |
| ------------------------ | --- | -------------- |
| - يان باينغ 90+3' (ركل.) |     | - دافرونوف 57' |

| جبل المكبر                                                                            | 7–0 | ييدزين |
| ------------------------------------------------------------------------------------- | --- | ------ |
| - أ. عويسات 2' - الحلمان 9' - ش. عويسات 14' - العمور 33'، 44' - الخطيب 64' - وادي 80' |     |        |

### المجموعة الثالثة
- جرت جميع المباريات في نيبال.
- جميع الأوقات هي بتوقيت نيبال – توقيت عالمي منسق+05:45

| م | الفريق           | لعب | ف | ت | خ | أ.له | أ.ع | أ.ف | نقاط | التأهل           |
| - | ---------------- | --- | - | - | - | ---- | --- | --- | ---- | ---------------- |
| 1 | شركة طاقة تايوان | 3   | 2 | 1 | 0 | 5    | 1   | +4  | 7    | المرحلة النهائية |
| 2 | بلخان            | 3   | 2 | 1 | 0 | 4    | 1   | +3  | 7    | المرحلة النهائية |
| 3 | وابدا            | 3   | 1 | 0 | 2 | 2    | 4   | −2  | 3    |                  |
| 4 | نادي شرطة نيبال  | 3   | 0 | 0 | 3 | 0    | 5   | −5  | 0    |                  |

| نادي شرطة نيبال | 0–2 | وابدا                   |
| --------------- | --- | ----------------------- |
|                 |     | - محمود 39' - باتان 88' |

| شركة طاقة تايوان   | 1–1 | بلخان           |
| ------------------ | --- | --------------- |
| - هو مينغ-تسان 67' |     | - أليكبيروف 36' |

| وابدا | 0–3 | شركة طاقة تايوان                                       |
| ----- | --- | ------------------------------------------------------ |
|       |     | - بان كواو-كاي 41' - تشين يي-وي 55' - هو مينغ-تسان 65' |

| بلخان                          | 2–0 | نادي شرطة نيبال |
| ------------------------------ | --- | --------------- |
| - كوجيرينكوف 41' - ديوانوف 52' |     |                 |

| نادي شرطة نيبال | 0–1 | شركة طاقة تايوان    |
| --------------- | --- | ------------------- |
|                 |     | - تشيانغ شيه لو 67' |

| بلخان       | 1–0 | وابدا |
| ----------- | --- | ----- |
| ديوانوف 31' |     |       |

## المرحلة النهائية
في 14 يونيو 2011، قررت اللجنة التنظيمية لكأس رئيس الاتحاد الآسيوي منح حقوق استضافة نهائيات كأس رئيس الاتحاد الآسيوي 2011 إلى تايبيه الصينية. ونُظمت المباريات في ملعب كاوهسيونغ الوطني في كاوهسيونغ في الفترة من 19 إلى 25 سبتمبر 2011.
وعقد سحب القرعة الأخيرة للمرحلة النهائية في 29 يوليو 2011، الساعة 16:00 بالتوقيت العالمي المنسق+08:00، في دار الاتحاد الآسيوي لكرة القدم، كوالالمبور. وتم تقسيم الفرق الستة التي تأهلت للمرحلة النهائية إلى مجموعتين من ثلاثة فرق، لعبت كل منها في صيغة واحدة ذهابا وإيابا. الفائز من كل مجموعة تأهل لنهائي المباراة الواحدة لتقرير اللقب (سيتم استخدام وقت اضافي وركلات جزاء ترجيحية لتحديد الفائز إذا لزم الأمر).
- جرت جميع المباريات في تايوان (جمهورية الصين).
- جميع الأوقات هي بتوقيت تايوان القياسي – توقيت عالمي منسق+08:00

### المجموعة الأولى
| م | الفريق           | لعب | ف | ت | خ | أ.له | أ.ع | أ.ف | نقاط | التأهل  |
| - | ---------------- | --- | - | - | - | ---- | --- | --- | ---- | ------- |
| 1 | شركة طاقة تايوان | 2   | 2 | 0 | 0 | 6    | 3   | +3  | 6    | النهائي |
| 2 | بلخان            | 2   | 0 | 1 | 1 | 4    | 5   | −1  | 1    |         |
| 3 | استقلال          | 2   | 0 | 1 | 1 | 1    | 3   | −2  | 1    |         |

| استقلال | 0–2   | شركة طاقة تايوان                        |
| ------- | ----- | --------------------------------------- |
|         | تقرير | - تشين بو-ليانغ 39' - تشيانغ شيه لو 41' |

| بلخان        | 1–1   | استقلال        |
| ------------ | ----- | -------------- |
| - قرباني 23' | تقرير | - طاهروف 45+1' |

| شركة طاقة تايوان                                                      | 4–3   | بلخان                            |
| --------------------------------------------------------------------- | ----- | -------------------------------- |
| - هو مينغ-تسان 57'، 66' (ركل.) - كوو يين-هونغ 81' - تشين بو-ليانغ 87' | تقرير | - قرباني 24'، 25' - قراخانوف 62' |

### المجموعة الثانية
| م | الفريق           | لعب | ف | ت | خ | أ.له | أ.ع | أ.ف | نقاط | التأهل  |
| - | ---------------- | --- | - | - | - | ---- | --- | --- | ---- | ------- |
| 1 | بنوم بنه كراون   | 2   | 2 | 0 | 0 | 6    | 1   | +5  | 6    | النهائي |
| 2 | نفتجي كوجكور-أتا | 2   | 1 | 0 | 1 | 9    | 4   | +5  | 3    |         |
| 3 | ياداناربون       | 2   | 0 | 0 | 2 | 2    | 12  | −10 | 0    |         |

| بنوم بنه كراون          | 2–1   | نفتجي كوجكور-أتا |
| ----------------------- | ----- | ---------------- |
| - نجوكو 35' - تشايا 56' | تقرير | أليموف 79'       |

| ياداناربون | 0–4   | بنوم بنه كراون                                 |
| ---------- | ----- | ---------------------------------------------- |
|            | تقرير | - نجوكو 3'، 83' - سوكومبهياك 22' - سوبانها 32' |

| نفتجي كوجكور-أتا                                                            | 8–2   | ياداناربون                         |
| --------------------------------------------------------------------------- | ----- | ---------------------------------- |
| - بافلوف 5'، 73'، 90+2' - جمشيدوف 33'، 87' - جوماتايف 79'، 90' - جليلوف 86' | تقرير | - باي سوي 35' - رحمانوف 47' (ه.ذ.) |

### النهائي
| بنوم بنه كراون              | 2–3   | شركة طاقة تايوان                           |
| --------------------------- | ----- | ------------------------------------------ |
| - نجوكو 34' - سوفانريتي 82' | تقرير | - هو مينغ-تسان 2'، 47' - تشين بو-ليانغ 67' |

### الجوائز
قدمت الجوائز التالية بالنسبة لكأس رئيس الاتحاد الآسيوي 2011:
- جائزة اللاعب الأكثر قيمة:  تشين بو-ليانغ (شركة طاقة تايوان)
- أفضل هداف:  هو مينغ-تسان (شركة طاقة تايوان)
- جائزة اللعب النظيف:  نفتجي كوجكور-أتا

## وصلات خارجية
- الصفحة الرسمية لكأس رئيس الاتحاد الآسيوي (بالإنجليزية)